# Calycella lenticularis
Calycella lenticularis är en svampart som först beskrevs av Pierre Bulliard (v. 1742–1793), och fick sitt nu gällande namn av Jean Louis Emile Boudier 1907. Calycella lenticularis ingår i släktet Calycella och familjen Helotiaceae.   Inga underarter finns listade i Catalogue of Life.